# Putatan
Putatan – miasto w Malezji w stanie Sabah, na wyspie Borneo. W 2000 roku liczyło 61 744 mieszkańców.